# Affaire Soames
L'affaire Soames, du nom de l'ambassadeur du Royaume-Uni en France Christopher Soames, est une affaire diplomatique entre la France et le Royaume-Uni, survenue en février 1969.

## Déroulement
À la suite du second véto émis par Charles de Gaulle en opposition à l'entrée du Royaume-Uni dans la CEE, l'ambassadeur du Royaume-Uni en France Christopher Soames sollicite un entretien informel, qu'il obtient, avec le président de la République française Charles de Gaulle.
L'entretien consiste à l'évocation d'un rapprochement possible entre les deux pays, y compris sur le sujet monétaire et la question de l'Europe. Il dénote d'une certaine ouverture, inhabituelle, de la part de Charles de Gaulle, en matière de possible coopération accrue entre le Royaume-Uni et la France.  À l'issue de l'entretien, l'ambassadeur transmet un compte-rendu fidèle à son ministère. Le Foreign Office alors dirigé par Michael Stewart, possiblement plus anti-de Gaulle que son prédécesseur et son administration, décident d'utiliser le compte-rendu pour mettre en difficulté l'axe franco-allemand.
Un compte-rendu largement modifié (déformation de propos, retrait de certains passages) fuite depuis le Foreign Office vers divers grands médias anglais et étrangers, ce qui provoque la crise diplomatique. Ceci pour deux raisons :
- du point de vue de la France, la rupture des usages en matière de diplomatie[1] ;
- du point de vue européen, des inquiétudes quant à la cohésion autour du projet européen articulé autour de l'axe franco-allemand[2].